# Donald William Kyhos
Donald William Kyhos (1929) es un botánico estadounidense con reconocida autoridad en Compositae. En 1964, obtuvo su doctorado por la Universidad de California en Los Ángeles.

## Algunas publicaciones
- donald w. Kyhos. 1966. Chromosome Evolution in Three Species of Chaenactis (Compositae). Editor Univ. of California, Los Angeles-Plant Science. 114 pp.
- robert Ornduff, peter h. Raven, donald w. Kyhos, arthur r. Kruckeberg. 1963. Chromosome Numbers in Compositae: Senecioneae. Am. J. of Botany 50 (2): 9 pp.
- peter H. Raven, donald w. Kyhos. 1961. Chromosome Numbers in Compositae: Halenieae. Edición reimpresa

## Eponimia
- (Asteraceae) Kyhosia B.G.Baldwin[2]